# Editio princeps
Editio princeps är latin för "första [tryckta] editionen". Termen används främst om den första tryckta versionen av antika och medeltida texter som tidigare cirkulerat endast i handskrift. Den moderna termen "förstaupplaga" har snarlik betydelse, med den skillnaden att verket sällan spridits i handskrift före tryckningen. 